# Les Zizis sont de sortie
Les Zizis sont de sortie (Wieners Out en VO) est le quatrième épisode de la saison 20 de la série d'animation américaine  South Park, et le 271e épisode de la série globale. Il est diffusé pour la première fois le 12 octobre 2016 sur Comedy Central. L'épisode traite des méfaits de l'anonymat et du trollage sur Internet, une thématique centrale de cette saison, ainsi que des mouvements et campagnes de protestation sociale modernes, tels que Free the Nipple et Black Lives Matter.

## Résumé
L'épisode s'ouvre avec un narrateur danois expliquant en quoi le Danemark est le pays le mieux à même de gérer le problème des trolls du net, "successeurs" de leurs homonymes de la mythologie scandinave.
Gerald Broflovski se rend au rendez-vous qu'on lui a donné dans l'épisode précédent, et découvre que celui qui a découvert son identité secrète de Piègeàmorues42 (ShankHunt42 en VO) est aussi un troll du nom de Dick, alias "Demi-Molle Chabite" ("Dildo Schwaggins" en VO) sur Internet. Il le prévient que les trolls du monde entier sont menacés par quelque chose qui se prépare au Danemark. Mais Gerald refuse de l'écouter, ayant décidé d'arrêter le cyberharcèlement.
À l'école de South Park, Kyle se sent responsable et triste du fossé qui se creuse entre les garçons et les filles. Chaque tentative de les rapprocher ne fait qu'empirer les choses. La situation ne s'arrange pas lorsque Charlotte, la petite copine canadienne de Butters, rompt avec lui lors d'un appel Skype pour être solidaire avec les filles de l'école. Butters décide de clamer haut et fort sa fierté d'être un garçon le poing levé et le sexe à l’air en public, une posture que beaucoup de garçons imitent désormais devant les filles pour protester contre la volonté castratrice qu'ils ressentent de la part des filles.
Cherchant à soigner son addiction au trollage, Gerald découvre qu'un groupe de parole se réunit au centre social de la ville, mais les participants et l'organisateur, Randy Marsh, sont uniquement préoccupés par les problèmes récents causés par les mémo-myrtilles. 
Gerald finit par succomber et recommence à troller en utilisant une tablette numérique récemment offerte par sa femme Sheila. Cette dernière le surprend en pleine nuit sur l'appareil, le visage déformé et disant des insanités. Effrayée, elle lui demande des explications, mais il refuse de lui dire la vérité et prétend regarder de la pornographie dans laquelle les partenaires s'urinent dessus. Il accepte que Sheila fasse de même juste après pour que son mensonge soit crédible, sans remarquer que ses enfants les surprennent au lit, dégoutés.
Kyle va voir Cartman pour s'excuser de la destruction de ses appareils électroniques et lui demander son aide pour stopper Butters. Mais Eric refuse : il sort désormais avec Heidi Turner, avec laquelle il est très heureux loin des conflits et des réseaux sociaux. Il ne veut plus revenir à son ancienne vie. Kyle, fatigué, rejoint le mouvement de Butters et fait aussi tomber le pantalon devant tout le monde à la cantine, avant d'être porté en triomphe.
Dick revient vers Gerald et lui montre un extrait du journal de la BBC présentant le projet danois : Track Troll (Troll Trace en VO), un site Internet qui pistera toutes les données et permettra de révéler la véritable identité des trolls au monde entier, même ceux qui ont effacé des données comme Gerald. Lennart Bedrager, le fondateur et PDG du site, explique qu'il souhaite mettre fin à l'anonymat des trolls, mais doit avouer à demi-mot que ce sera également le cas pour tous les utilisateurs d'Internet. 
L'épisode se termine sur Dick et Gérald rejoignant un groupe de trolls pour préparer leur riposte...